# Paul Slovic

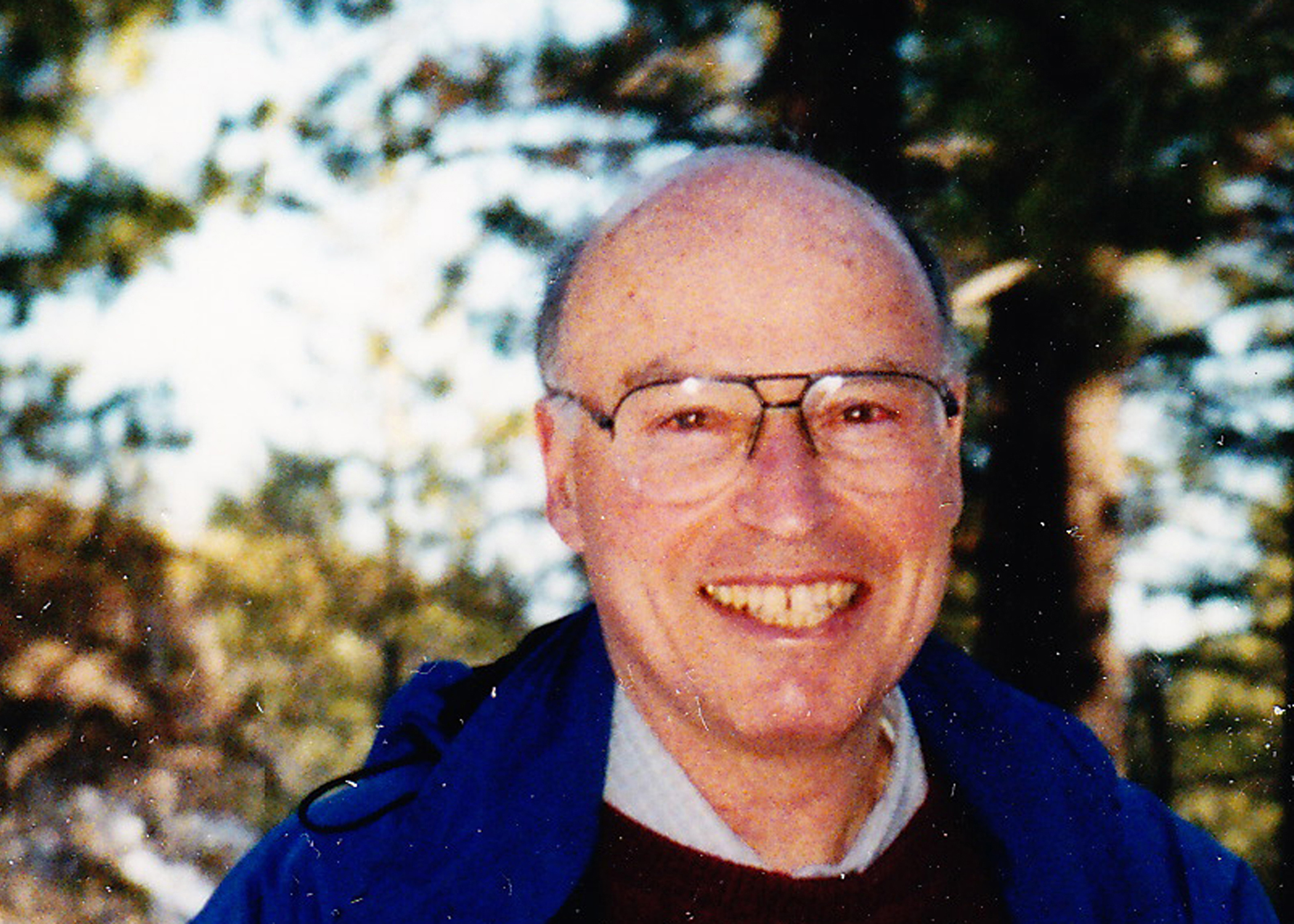
Paul Slovic

Paul Slovic (* 26. Mai 1938 in Chicago) ist ein US-amerikanischer Psychologe. Er ist Professor für Psychologie an der University of Oregon. Slovic ist ein führender Forscher auf dem Gebiet der Risikowahrnehmung.

## Leben
Paul Slovic studierte Psychologie an der Stanford University (Bachelor 1959). An der University of Michigan wurde er nach dem Master (1962) zum Ph.D. (1964) in Psychologie promoviert. Danach forschte er von 1964 bis 1976 am Oregon Research Institute und von 1976 bis 1986 bei Decision Research. Seit 1986 ist er Professor an der University of Oregon und Direktor von Decision Research.
2015 wurde Slovic in die American Academy of Arts and Sciences gewählt, 2016 in die National Academy of Sciences. Für 2022 wurde ihm der Bower Award and Prize for Achievement in Science zugesprochen.

## Arbeit
Im Besonderen konzentriert sich Slovics Forschung auf die Spezialgebiete der Entscheidungsfindung, Risikowahrnehmung, der Beurteilung, des Mitgefühls und des Genozid.

## Werke
- B. Fischhoff, S. Lichtenstein, P. Slovic, S. Derby, R. Keeney: Acceptable risk. Cambridge University Press, New York 1981.
- J. Flynn, J. Chalmers, D. Easterling, R. Kasperson, H. Kunreuther, C. K. Mertz, A. Mushkatel, K. D. Pijawka, P. Slovic, L. Dotto: One hundred centuries of solitude: Redirecting America’s high-level nuclear waste policy. Westview, Boulder 1995.
- J. Flynn, P. Slovic, H. Kunreuther: Risk, media, and stigma: Understanding public challenges to modern science and technology. Earthscan Publications, London 2001.
- D. Kahneman, P. Slovic, A. Tversky: Judgment under uncertainty: Heuristics and biases. Cambridge University Press, New York 1982. (Übersetzung ins Koreanische durch Y. Lee. ACANET, Seoul 2001)
- H. Kunreuther, R. Ginsberg, L. Miller, P. Sagi, P. Slovic, B. Borkan, N. Katz: Disaster insurance protection: Public policy lessons. Wiley, New York 1978.
- S. Lichtenstein, P. Slovic (Hrsg.): The construction of preference. Cambridge University Press, New York 2006.
- N. Pidgeon, R. Kasperson, P. Slovic (Hrsg.): The social amplification of risk. Cambridge University Press, Cambridge, UK 2003.
- P. Slovic: The perception of risk. Earthscan Publications, London 2000.
- P. Slovic (Hrsg.): Smoking: Risk, perception, and policy. Sage, Thousand Oaks, CA 2001.
- P. Slovic: The feeling of risk. Earthscan, London 2010.
- E. Michel-Kerjan, P. Slovic (Hrsg.): The irrational economist: Making decisions in a dangerous world. Public Affairs, New York 2010.